# Detlev Wolter

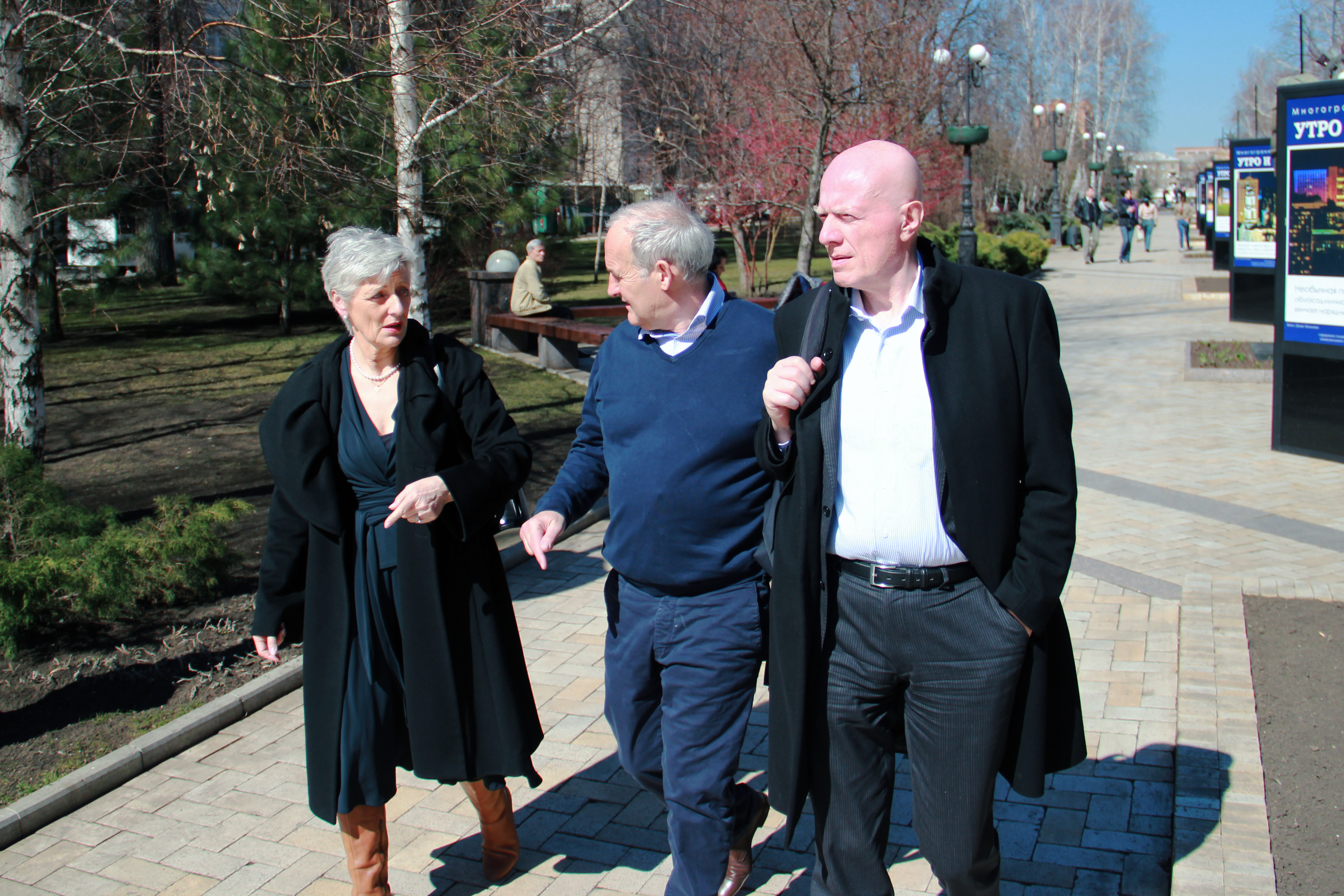
Detlev Wolter (Mitte) mit Marieluise Beck und Ralf Fücks 2014 in Donezk

Detlev Wolter (* 6. Dezember 1957 in Mainz) ist ein deutscher Diplomat. Seit August 2020 ist er Deutscher Generalkonsul in Izmir/Türkei. Vorher war er von Oktober 2016 bis Juli 2020 Botschafter der Bundesrepublik Deutschland in Mosambik.

## Leben
Wolter begann nach dem Abitur 1976 im Jahr 1977 ein Studium der Rechtswissenschaften an der Johannes Gutenberg-Universität Mainz, das er 1983 mit dem Ersten Juristischen Staatsexamen abschloss. Im Anschluss absolvierte er zwischen 1983 und 1985 ein postgraduales Studium im Fach Internationale Beziehungen an der Columbia University in New York City, welches er mit einem Master of International Affairs beendete.
1986 begann Wolter den Vorbereitungsdienst für den höheren Auswärtigen Dienst und war nach dessen Abschluss 1988 zunächst im Auswärtigen Amt in Bonn sowie anschließend zwischen 1989 und 1992 an der Botschaft in Russland eingesetzt. Danach fungierte er zwischen 1992 und 1993 als Ständiger Vertreter des Botschafters in Sambia und war anschließend von 1993 bis 1996 wieder Mitarbeiter in der Zentrale des Auswärtigen Amtes, ehe er zwischen 1996 und 1999 Verwendung an der Ständigen Vertretung bei der Europäischen Union in Brüssel fand.
Nach seiner Rückkehr nach Deutschland 1999 fand Wolter erneut Verwendung im Auswärtigen Amt und war dort zuletzt zwischen 2000 und 2003 als Referatsleiter tätig. Während dieser Zeit schloss er 2003 auch seine Promotion zum Dr. jur. an der Humboldt-Universität zu Berlin mit der Dissertation Grundlagen „gemeinsamer Sicherheit“ im Weltraum nach universellem Völkerrecht. Der Grundsatz der friedlichen Nutzung des Weltraums im Lichte des völkerrechtlichen Strukturprinzips vom „gemeinsamen Erbe der Menschheit“ ab, in der er sich mit Fragen des Weltraumrecht, dem 1967 geschlossenen Weltraumvertrag sowie Fragen der kollektiven Sicherheit beschäftigte.
Daraufhin wechselte er 2003 an die Ständige Vertretung bei den Vereinten Nationen in New York City, an der er bis 2005 tätig war. Anschließend war er zwischen 2005 und 2007 Referatsleiter für Grundsatzfragen der EU-Politik und Europarecht in der Brandenburgischen Staatskanzlei sowie von 2007 bis 2010 Ständiger Vertreter des Botschafters in Saudi-Arabien. Nachdem er von 2010 bis 2013 erneut als Referatsleiter im Auswärtigen Amt fungierte, war er zwischen 2013 und 2015 Generalkonsul in Donezk.
Im September 2015 wurde Wolter als Nachfolger von Helmut Kulitz Botschafter der Bundesrepublik Deutschland im Tschad. Ein Jahr später, im Oktober 2016 wurde er deutscher Botschafter in Mosambik. Seit August 2020 ist er Generalkonsul in Izmir.

## Veröffentlichungen
- Grundlagen „gemeinsamer Sicherheit“ im Weltraum nach universellem Völkerrecht. Der Grundsatz der friedlichen Nutzung des Weltraums im Lichte des völkerrechtlichen Strukturprinzips vom „gemeinsamen Erbe der Menschheit“, Dissertation Humboldt-Universität Berlin, Berlin 2003, ISBN 3-428-11146-X
- A United Nations for the 21st century. From reaction to prevention. Towards an effective and efficient international regime for conflict prevention and peacebuilding, Baden-Baden 2007, ISBN 978-3-8329-2344-0